# Хаваллі (мухафаза)
Хаваллі — (араб. حولي) — провінція (мухафаза) в Кувейті. Адміністративний центр — Хаваллі. Площа — 82 км², населення — 714 876 чоловік (2007).

## Географія
На північному заході межує з провінцією Ель-Асіма, на південному заході — з провінцією Ель-Фарванія, на півдні — з провінцією Мубарак аль-Кабір. На півночі та сході омивається водами Перської затоки.

## Адміністративний поділ
До складу мухафази входять 9 районів:
- Ас-Сурра
- Байян
- Хаваллі
- Мішреф
- Джабрія
- Румайтія
- Сальмія
- Салуа
- Шааб

2000 року було розділено на дві частини, одна з яких складає сучасний регіон Хаваллі, а інша стала регіоном Мубарак аль-Кабір.